# Black Rock, Arkansas
Black Rock är en ort i Lawrence County i delstaten Arkansas, USA.